# Schistometopum
Schistometopum é um género de anfíbio gimnofiono da família Caeciliidae. Está presente no Quénia, Tanzânia e São Tomé e Príncipe.
Existem duas espécies:
- Schistometopum gregorii (na África Oriental)
- Schistometopum thomense (em São Tomé e Príncipe)